# Сибірська Вікіпедія

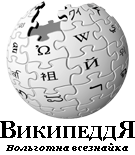
Логотип «сибірської» Вікіпедії

Сибі́рська Вікіпе́дія (Сиби́рска Википе́ддя) — закритий розділ Вікіпедії так званою «сибірською мовою», відкритий 1 жовтня 2006 року, вилучений 5 листопада 2007 року. Її зміст було перенесено до Сибірської Вікіславії. 1 грудня 2019 року була відроджена на сайті «Мовна політика».
До січня 2007 року завдяки статтям, створених ботами, Сибірська Вікіпедія вийшла на 66-е місце з 6924 статтями, випереджаючи багато живих мов — африкаанс, узбецьку, білоруську та ін.
За заявами учасників, основні теми, які розроблялися в Сибірській Вікіпедії, це релігія й лінгвістика. Окрім того, користувачі Сибірської Вікіпедії займалися інтерпретацією різних текстів на «сибірську мову». Стверджувалося, що це робиться для майбутнього їх перенесення до Вікітеки.

## Критика
В англійській Вікіпедії існування «сибірської мови» не було підтверджене джерелами, що приймаються за «авторитетні». Прибічники вилучення даної мовної секції Вікіпедії стверджували, що в ній несерйозно відносяться до звичайних тем; наприклад, було сказано, що в «Євгенії Онегіні» «бают про руссково барина, которому нехрен чем заделатса, мужыки заместо во робют дык, а вон токо путатса с розными бабами». Переклад рядка з «Гамлета» «Peace, break thee off; look, where it comes again!» (в українському перекладі «Мовчи. Замри. Дивись, ось він знову») звучить як «Ебьона мать, опеть припьорся дык!» Також прихильниками вилучення висловлювалася стійка думка, що у Вікіпедії «сибірською мовою» існує активна антиросійська позиція. Творців мови іноді називають «сибірськими націоналістами» й приписують їм сепаратизм як одну з цілей створення мови.
Заявка на відкриття розділу Вікіпедії «сибірською мовою» як природною була відхилена через незгоду владних структур Фонду Вікімедіа. Друга заявка, що представляла «сибірську мову» як штучну, була прийнята 1 жовтня 2006 року. Незабаром після цього було подано запит на закриття розділу, обговорення завершилося.
Цей мовний розділ містив понад 7100 статей, які враховуються програмним забезпеченням «MediaWiki», проте з них 5100 в більшості порожніх статей про роки з 2999 р. до н. е. по 2100 р. н. е., 162 статті про десятиліття (здебільшого порожніх, або що повідомляють: Чо было в ети годы, нам неведомо), 370 здебільшого порожніх статей про дні. Ще 251 стаття — напівпорожні статті «під копірку» про національні домени верхнього рівня. 81 статтю було помічено для перенесення у Вікітеку, і ще невизначена кількість перекладів релігійних текстів, таких як біблейські Псалми, які рекомендується розміщувати у Вікітеці. Таким чином, дійсна кількість «легітимних» статей у розділі сибірською штучною мовою не перевищувала 1200.
Критики вважали, що окремі статті мали людиноненависницький характер — вірші автора й ідейного натхненника Сибірської Вікіпедії, Ярослава Золотарьова, а також «злобной верш» «Москальска сволоч», сторінка «Сопли москальской агентуры» й ін.

## Символ

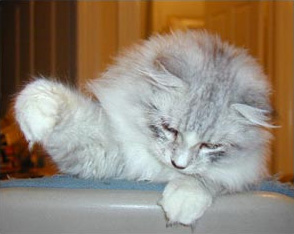
Символ Сибірської Вікіпедії

Сибірська кішка (Сибирска кыска), яка зображена на цій світлині, вважалася символом Сибірської Вікіпедії.

## «Сибірська мова»
Робота над створенням «сибірської мови» започаткована у 2005 році в блозі Ярослава Золотарьова, відомого як користувач LiveJournal samir74.
Формування мови тривало в блозі та після продовжується на сайті Мовна політика, де активісти виконують переклади світової класики, також виходить стрічка новин і публікується публіцистика з сибірської тематики.
Мова створена на основі східнослов'янських діалектів Сибіру, здебільшого старих говірок XIX століття за участю тюркських запозичень, які сьогодні вже в Сибіру не вживаються.